# Still Wakes the Deep
Still Wakes the Deep è un videogioco survival horror del 2024 sviluppato da The Chinese Room e pubblicato da Secret Mode il 18 giugno 2024 per Playstation 5, Microsoft Windows e Xbox Series X/S. 

## Trama
Cameron "Caz" McLeary, interpretato da Alec Newman, è un uomo sposato con due figlie che si trova in fuga dalla polizia scozzese a causa di un alterco violento con Billy Chamberlain. Per evitare il carcere e mantenere la sua famiglia, Caz riceve aiuto dal suo migliore amico Roy, un cuoco sulla piattaforma petrolifera Beira D. Nonostante la sua mancanza di esperienza nel settore, viene assunto come elettricista con la speranza che il tempo lontano da casa possa far calmare la situazione. 
Tuttavia, la partenza e la fuga dalla legge mettono a dura prova il suo matrimonio, e Caz riceve una lettera dalla moglie Suze che accenna a un possibile divorzio. La Beira D è in cattive condizioni e il suo capo, Rennick, è un uomo irresponsabile. Dopo che Rennick scopre il passato di Caz, lo licenzia, ma prima che possa lasciare la piattaforma, un tentativo di perforazione provoca un incidente che fa cadere Caz e altri uomini in mare. Caz viene salvato, ma scopre che la situazione sulla piattaforma è peggiorata: essa è infestata da creature mutate a causa di olio contaminato, che cacciano il resto dell'equipaggio.
Caz e i suoi colleghi, tra cui Finlay e Brodie, devono affrontare non solo la crisi della piattaforma, ma anche il pericolo rappresentato da Rennick, che è diventato una delle creature. 

## Modalità di gioco
Still Wakes the Deep è un videogioco survival horror giocato in prima persona. Il gioco è ambientato nel dicembre 1975, su una piattaforma petrolifera chiamata Beira D nel Mare del Nord. Nel gioco, il giocatore assume il controllo di un elettricista di Glasgow di nome Cameron "Caz" McLeary, che deve muoversi all'interno della piattaforma petrolifera in seguito a un evento catastrofico, cercando un modo per fuggire, sopravvivendo alle intemperie e sfuggendo all'inseguimento delle creature. Il personaggio del giocatore può correre, saltare e salire le scale. Caz è dotato di una torcia elettrica, che può essere utilizzata per illuminare aree altrimenti scarsamente illuminate.
Il gioco ha un HUD ridotto al minimo. Non c'è un sistema di combattimento, e i giocatori devono fare affidamento sulla furtività (come nascondersi dietro oggetti e dentro prese d'aria o lanciare oggetti per distrarre i nemici) e risolvere enigmi ambientali per progredire. I giocatori devono visitare diverse località più volte durante la campagna del gioco, anche se l'ambiente cambierà gradualmente man mano che si svolgono gli eventi nel gioco. Il gioco ha anche una modalità storia, che consente ai giocatori di giocare a un livello di difficoltà inferiore.

## Sviluppo
Still Wakes the Deep è un videogioco horror psicologico sviluppato da The Chinese Room, noto per titoli come Dear Esther e Amnesia: A Machine for Pigs. Il gioco è descritto come "La cosa ambientato su una piattaforma petrolifera" e si ispira a opere come Who Goes There? e film come Annihilation e Midsommar.
Il design del gioco è incentrato sulla narrazione e mira a evocare paure come vertigini e claustrofobia, evitando meccaniche di gioco punitive per mantenere il ritmo della storia. Caz, un personaggio "non atletico", è progettato per far sentire i giocatori impotenti, rendendo ogni decisione significativa.
Durante lo sviluppo, il team ha cercato di rendere l'ambiente della piattaforma autentico, incorporando voci di attori scozzesi e realizzando ricerche approfondite su esperienze reali di lavoratori su piattaforme petrolifere. 

## Accoglienza
Secondo l'aggregatore di recensioni Metacritic, la versione PS5 del gioco ha ricevuto recensioni "miste o nella media", mentre le versioni PC e Xbox Series X/S hanno ricevuto recensioni "generalmente favorevoli".
La maggior parte delle recensioni sottolinea l'ottima riproduzione della piattaforma petrolifera Beira D, che crea un ambiente immersivo e inquietante. La cura nei dettagli e l'accuratezza storica sono apprezzate, contribuendo a un'atmosfera di isolamento e tensione.
La storia è considerata coinvolgente, con chiari rimandi a opere come La Cosa. La trama si sviluppa in modo lineare, ma riesce a mantenere l'interesse grazie a un buon cast di personaggi e a un doppiaggio di alta qualità, con attori scozzesi che rendono l'esperienza più autentica.
Molte recensioni criticano la linearità del gioco, definendolo un "walking simulator" con interazioni minime e una progressione guidata. Questo approccio limita l'esplorazione e riduce la varietà delle meccaniche di gioco, rendendo l'esperienza meno coinvolgente per alcuni giocatori. Inoltre viene criticata l'eccessiva brevità del titolo.